# 大崎直持
大崎 直持（おおさき ただもち）は、南北朝時代の武将・奥州管領。大崎氏初代当主。

## 生涯
嘉暦2年（1327年）、斯波家兼の嫡男として誕生。
正平7年/観応3年（1352年）の治部大輔直持が初見。父が若狭国守護であったので守護代として若狭勢を率い、足利義詮を援けて持明院御所を警固したという。正平9年/文和3年（1354年）に父が奥州管領に補任されるとそれに従って陸奥国に入部。正平11年/延文元年（1356年）塩釜神社に馬を奉納する。 同年父が逝去すると直ちに奥州管領として行動した。
正平16年/康安元年（1361年）左京権大夫となり、陸奥禅福寺を祈祷所とした。正平17年/貞治元年（1362年）相馬氏を陸奥東海道検断職に任じ、正平18年/貞治2年（1363年）左京大夫の官途を有した。この年、幕府の命により陸奥飯野八幡社を保護している。正平19年/貞治3年（1364年）、相馬氏・吉良氏の叙任を推挙し、正平21年/貞治5年（1366年）、陸奥好島荘預所伊賀氏に年貢を催促し、 同年、結城顕朝に陸奥高野郡を安堵する。
この頃に姓を先祖の足利家氏が領していた下総国香取郡大崎に因んで「大崎」としている。
正平22年/貞治6年（1367年）、2代将軍・足利義詮は結城顕朝宛て御教書を発給し、石橋棟義に協力し、奥州の両管領と共に吉良治家を挟撃するよう命じている。当時、治家は幕府から謀反人と認定されており、常陸小田氏の家臣と連携して多賀城に迫る勢いを見せていたらしい。幕府は治家には奥州両管領を、常陸小田氏家臣には石橋棟義をそれぞれ鎮圧にあてていたが、小田氏家臣らが国境を越え陸奥高野郡に侵入、治家に呼応する動きを見せたため、治家討伐に全力を注ぐよう方針を転換、常陸国の石橋棟義に奥州侵攻を命じ結城氏にも軍に加わるよう命じたのである。義詮の御教書にある「両管領」のうち一人は直持である。
天授元年/永和元年（1375年）、嫡男・詮持が葛西氏に所領を交付しているため、実権は移っていたと思われる。
弘和3年/永徳3年（1383年）11月2日、死去。説によっては詮持から大崎姓を名乗ったとする見解もある。